# Панцырный, Виктор Иванович
Виктор Иванович Панцырный — доктор технических наук, лауреат премии имени А. А. Бочвара.
В 1972 году окончил Московский институт стали и сплавов.
После окончания института работает в НИИ неорганических материалов имени А. А. Бочвара, где занимался металловедением композиционных материалов, разработкой сверхпроводников для международного проекта экспериментального термоядерного реактора ИТЭР, а также разработками наноструктурных особо прочных высокотемпературных материалов для применения в импульсных магнитных системах.
С 1998 года — заместитель директора ВНИИНМ имени А. А. Бочвара.
Автор более 150 работ и 10 патентов на изобретения.

## Награды
Премия имени  А. А. Бочвара (за 2008 год, совместно с А. К. Шиковым, А. Е. Воробьевой) — за работу «Создание нового класса технических высокопрочных высокоэлектропроводных материалов с использованием эффекта аномального повышения прочности при переходе к наноразмерной микроструктуре»